# 瑟姆宮
瑟姆宮是立陶宛首都维尔纽斯的一處建築，也是立陶宛國會的所在地。瑟姆宮開始修建於1976年，在1980年竣工。在之後又經過多次擴建。1990年3月11日，立陶宛在這裡通過了獨立宣言。2006年，立陶宛開始建設新的國會大廈。2007年9月10日，立陶宛新國會大廈正式開始使用。